# Charles Colbert

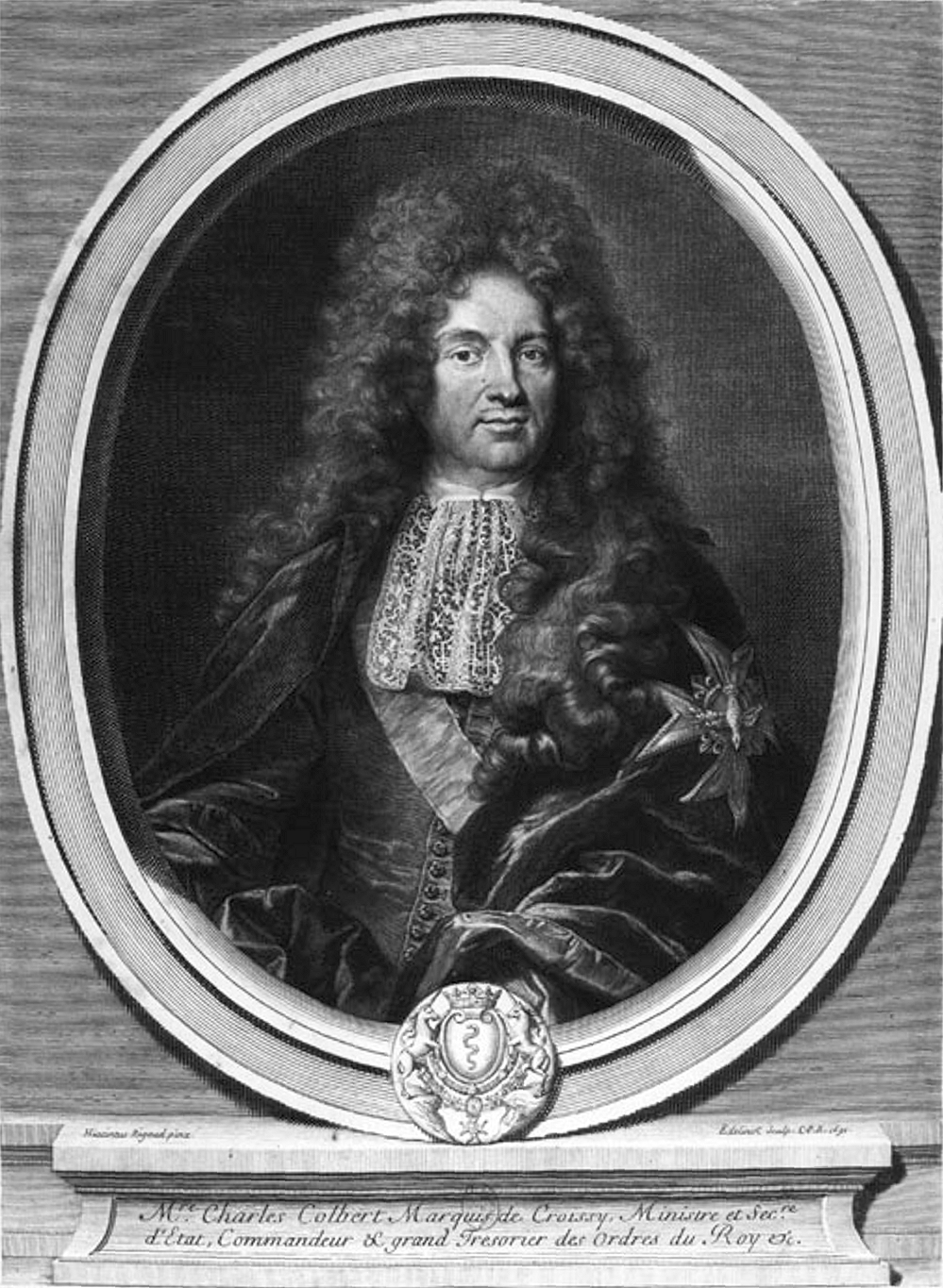
Charles Colbert, markis de Croissy.

Charles Colbert, markis de Croissy, född 1629, död 28 juli 1696, var en fransk diplomat. Han var bror till Jean-Baptiste Colbert samt far till Jean-Baptiste Colbert, markis de Torcy och Louis François Henri Colbert.
Colbert började sin bana som intendent och parlamentsledamot, men ägnade sig från 1660 huvudsakligen åt diplomatin. Han var 1668 en av fredsunderhandlarna i Aachen och blev samma år ambassadör i London, där han gjorde sig omtyckt av Karl II av England, och förmådde denne att ingå fördraget i Dover 1670. Han stärkte också det franska inflytandet genom att skaffa kungen Louise de Kéroualle till mätress. 1678 var Colbert franskt ombud vid freden i Nijmegen och därpå från 1679 till sin död fransk utrikesminister. Han visade som sådan stor duglighet, och var ett villigt redskap för kungens erövringsplaner. Bland annat var han réunionernas upphovsman. Colbert grundade även franska utrikesdepartementets arkiv.